# 伊福保子
伊福 保子 （いふく やすこ）は、元テレビ朝日アナウンサー。1977年テレビ朝日（当時：全国朝日放送）にアナウンサーとして入社。現在は、本名である小野保子の名前でフリーアナウンサーとして活動。

## 同期アナウンサー
- 古舘伊知郎（現：フリーアナウンサー・タレント）
- 佐々木正洋（現：フリーアナウンサー）
- 吉澤一彦（現：フリーアナウンサー）
- 渡辺宜嗣（現：テレビ朝日専属キャスター）
- 戸谷光照（現：フリーアナウンサー）
- 南美希子（現：フリーアナウンサー）
- 中里雅子（現：フリーアナウンサー）
- 宮嶋泰子（現：テレビ朝日スポーツコメンテーター）

## 補足
- 彼女が入社した1977年は、1980年のモスクワオリンピック独占放送権を得た同社がオリンピックに向けた人材養成を見越してアナウンサーが大量採用された年である。